# Kata Kalivoda
Kata Kalivoda (1877-1936) foi uma artista húngara.

## Biografia
Kalivoda nasceu a 6 de abril de 1877 em Letenye. Ela estudou arte em Budapeste na Mintarajziskolában (Escola de Design) e na Női Festőiskolában (Escola de Pintura Feminina). Ela também viajou para Munique e Paris para estudar. Ela esteve algum tempo na Colónia dos Artistas em Nagybánya, onde foi ensinada por Simon Hollósy. Kalivoda viria a falecer a 11 de maio de 1936 em Szurdokpüspöki.

## Galeria

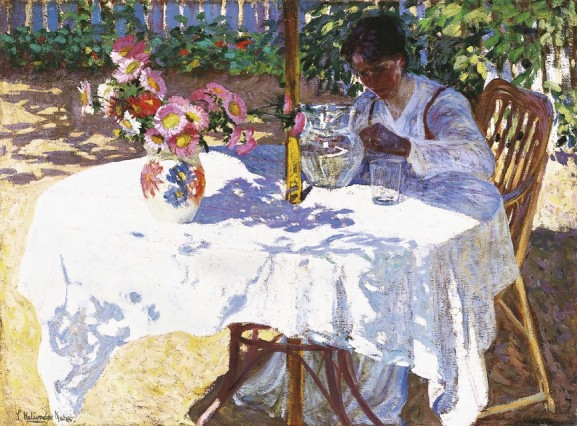
Jardim iluminado pelo sol em Nagybánya, 1910
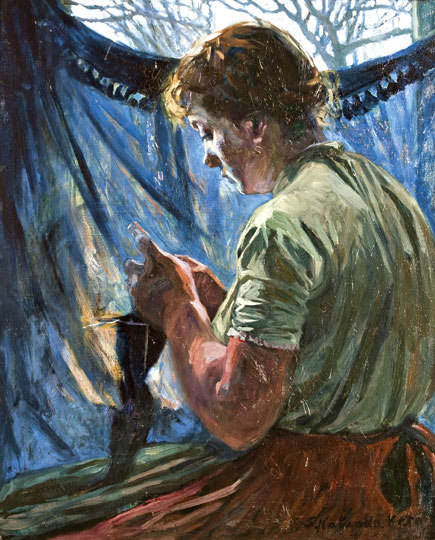
Kézimunkázó lány
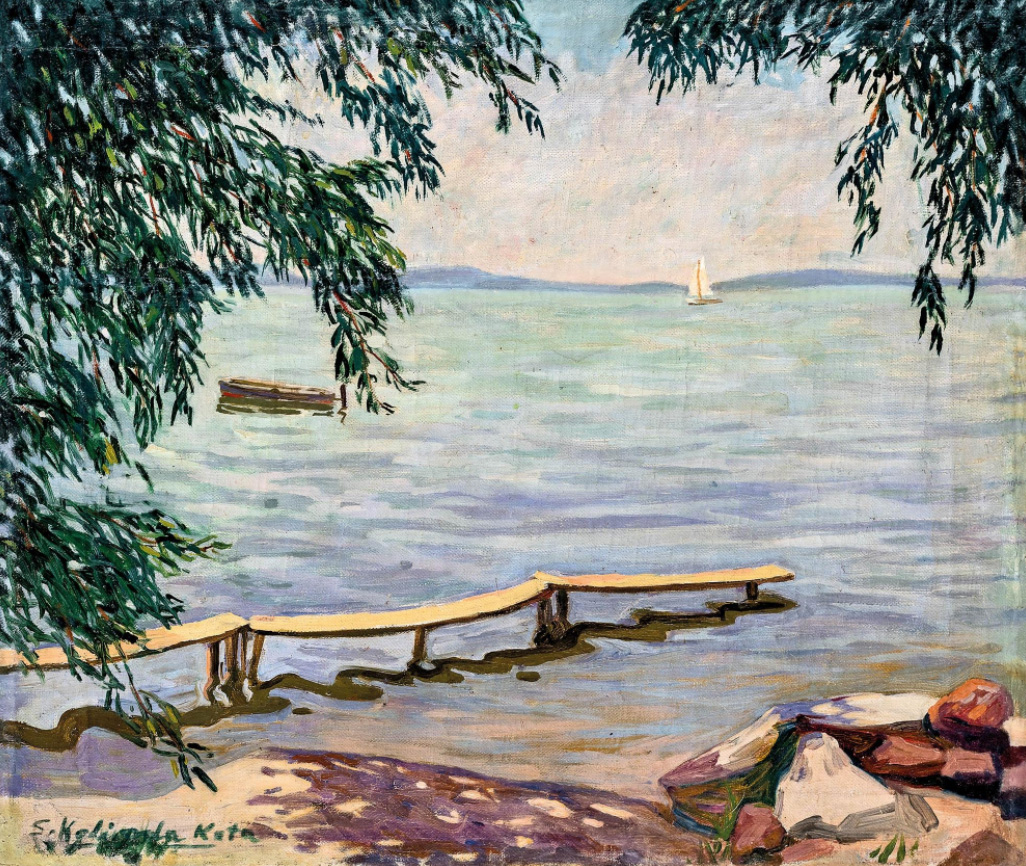
Costa do Lago Balaton